# Viccionari
El Viccionari és un projecte col·laboratiu per produir un diccionari multilingüe lliure, amb significats, etimologies i pronunciacions, en totes aquelles llengües en què sigui possible. El Viccionari és l'acompanyant lèxic al contingut obert de l'enciclopèdia Viquipèdia.
La versió en català començà el 4 de maig del 2004 i està basat en MediaWiki, el mateix programari que el projecte de la Viquipèdia. Per tant, qualsevol hi pot desar-editar qualsevol definició. A final del 2008 el Viccionari assolí la fita d'aconseguir tenir conjugats els 8.637 verbs de la llengua catalana. En gener de 2015 va arribar a les 100.000 entrades i en juny de 2019 tenia 400.000 entrades i va incorporar la llengua de signes catalana.